# Робер (видавництво)

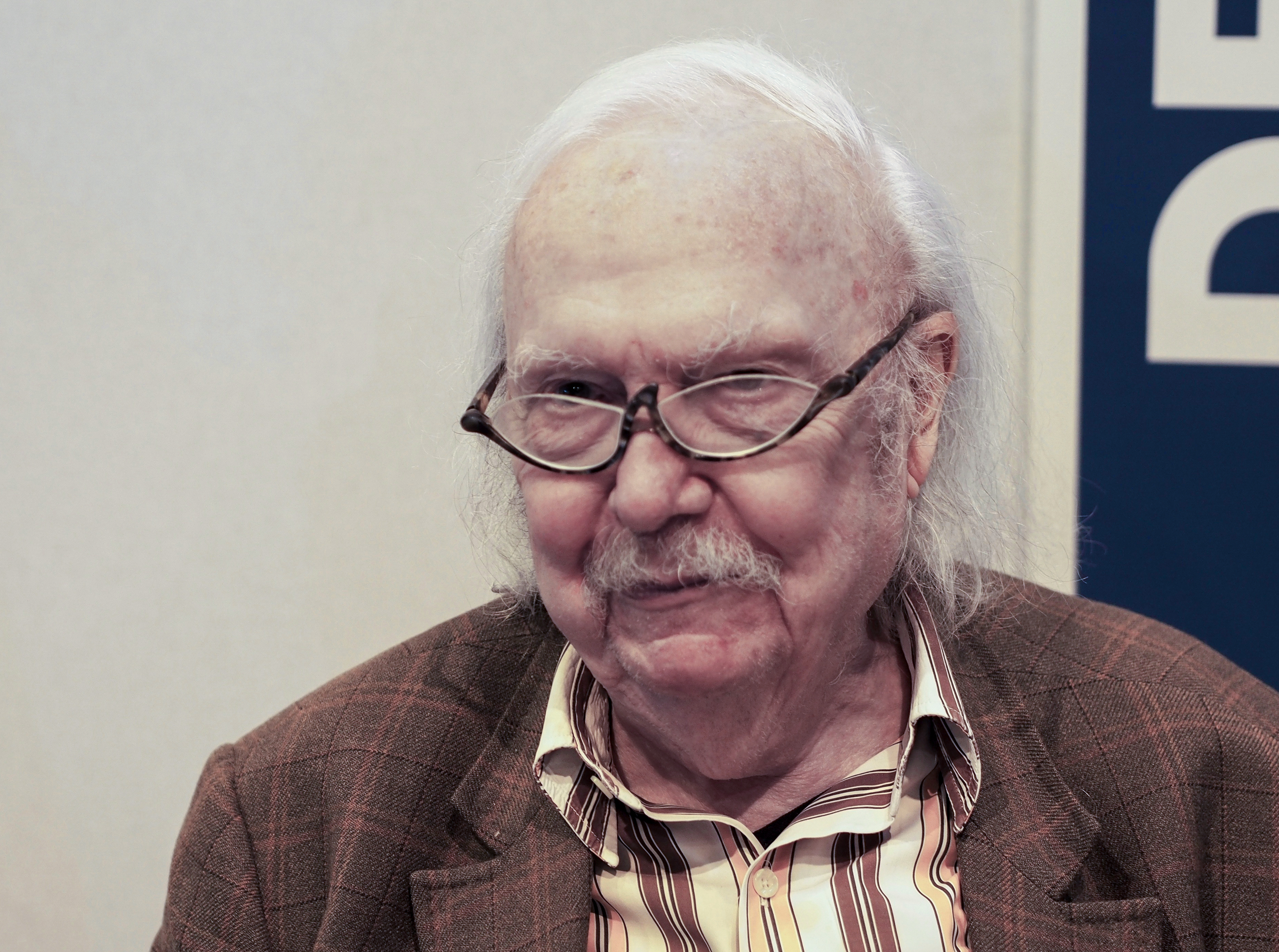
Ален Рей – один із головних лексикографів видавництва Робер.

«Робе́р» (фр. Dictionnaires Le Robert) — французьке видавництво, засноване в 1951 році Полем Робером. Видавництво «Робер» спеціалізується на виданні словників французької мови. Видавництво відоме насамперед завдяки однойменному словнику «Ґран Робер» (фр. Grand Robert de la langue française – Великий Робер французької мови, містить 100 000 слів та 350 000 значень) та його скороченій, але надзвичайно популярній версії «Петі Робер» (фр. Petit Robert – Малий Робер, містить 60 000 слів та 300 000 значень). Існує електронний варіант обох версій словника на CD-ROM та версія онлайн (абонемент на 3, 6, 12 місяців). У видавництві працюють такі відомі лексикографи, як Ален Рей та Жозетт Рей-Дебов.
Головним конкурентом видавництва «Робер» є видавництво «Ларусс».

## Електронні словники
Видавництво створило електронні версії своїх найважливіших словників. Словники Le Grand Robert, le Petit Robert та le Grand Robert & Collins випускаються на CD-ROM'і. А з квітня 2009 року ці словники мають онлайнову версію, яку можна передплатити.

## НовийПеті Робер(Le Nouveau Petit Robert)
- 60 000 слів, 300 000 значень, відмінювання, етимологія, вимова, фразеологія, цитати.
- 1220 біографічних довідок про авторів цитат.
- 16 000 слів, які становлять винятки у вимові.
- 15 000 складених слів.
- Абонемент онлайнової версії: 3 місяці за 9 євро, 12 місяців за 24 євро.

## Ґран Робер (Le Grand Robert)
- 100 000 слів, 350 000 значень.
- 25 000 виразів, фразеологізмів та прислів'їв.
- 1000 000 гіперлінків.
- 325 000 цитат та 2 000 біографічних довідок про авторів цитат.
- Абонемент онлайнової версії: 12 місяців за 48 євро.

## Французько-англійський словник Le Grand Robert & Collins
- 425 000 слів та виразів, 1000 000 перекладів значень, 45 000 складених слів.
- 100 000 транскрипцій: 85 000 англійською та 15 000 французькою.
- Словник синонімів кожною мовою.
- Абонемент онлайнової версії: 3 місяці за 9 євро, 12 місяців за 24 євро.